# Federal Marriage Amendment
Het Federal Marriage Amendment (Engels: Federaal Huwelijks Amendement) is een in de Verenigde Staten voorgestelde grondwetswijziging, die het huwelijk op landelijk niveau zou definiëren als tussen een man en een vrouw, en daarmee staatsparlementen te passeren die van plan zouden zijn het homohuwelijk te legaliseren, of zoals in het geval van de staat Massachusetts deze vorm van het huwelijk alsnog te verbieden:
1. Marriage in the United States of America shall consist only of the union of a man and a woman.
2. Neither this constitution or the constitution of any state, nor state or federal law, shall be construed to require that marital status or the legal incidents thereof be conferred upon unmarried couples or groups.
(1. Het huwelijk in de Verenigde Staten van Amerika zal alleen bestaan uit een verbinding tussen een man en een vrouw.
2. Noch deze grondwet of de grondwet van een der staten, noch staats- of federale wetten, zullen zo geformuleerd zijn dat zij eisen dat de huwelijkse status of de wettelijke consequenties daarvan worden verleend aan ongetrouwden stellen of groepen.)
Het amendement werd geschreven door de Alliance for Marriage, een organisatie die nauwe banden heeft met de Republikeinse Partij. De tweede zin, die later werd geschrapt, bemoeilijkte het rechtbanken om anti-discriminatiewetgeving of geregistreerde partnerschappen goed te keuren, door het te verbieden om de wettelijke consequenties van een huwelijk - zoals gedeelde belastingen of erfrecht - aan koppels te geven die niet officieel waren getrouwd. Uiteindelijk kwam de wijziging voor het Congres, waar in zowel het Huis van Afgevaardigden als de Senaat het met 66 procent van de stemmen goed moest keuren. Om een stemming af te wenden begon de Democratische Partij een filibuster; een poging van de Republikeinse Partij om een directe stemming af te dwingen mislukte door een tekort aan voorstanders. In september 2004 werd uiteindelijk in het Huis van Afgevaardigden gestemd, maar de benodigde 290 stemmen werden niet gehaald. Het voorstel werd ook door de Senaat niet goedgekeurd.
President George W. Bush heeft zijn steun uitgesproken vóór het amendement en in 2005 lekten de Washington Post en USA Today berichten dat het Amerikaanse Ministerie van Volksgezondheid zelfs respectievelijk $21.500 en $49.000 had betaald aan columnisten om zich gunstig uit te spreken ten opzichte van het voorstel. Vicepresident Dick Cheney heeft zich afzijdig gehouden van het debat; critici zeggen dat deze keus te maken heeft met het feit dat zijn jongste dochter lesbisch is.
In een aantal staten bestond al wetgeving die het homohuwelijk verbood. In 2015 oordeelde het Hooggerechtshof in de zaak Obergefell v. Hodges dat deze wetgeving ongrondwettelijk is. Hiermee werd het homohuwelijk in het hele land gelegaliseerd.

## Gerelateerde onderwerpen
- Homohuwelijk in de Verenigde Staten
- Defense of Marriage Act